# با چشمانی مثل فرفره
با چشمانی مثل فرفره (به تامیلی: Bambara Kannaley) و (به انگلیسی: With the eyes like spinning top) فیلمی هندی محصول سال ۲۰۰۵ و به کارگردانی پارته باسکار است. در این فیلم بازیگرانی همچون سریکانت، آرتی آگاروال و نامیتا ایفای نقش کرده‌اند.